# Petrová
Petrová es un municipio del distrito de Bardejov en la región de Prešov, Eslovaquia, con una población estimada a final del año 2024 de 1001 habitantes.
Se encuentra ubicado en el centro-norte de la región, cerca del río Topľa (cuenca hidrográfica del río Tisza) y de la frontera con Polonia.

## Demografía
| Año        | 1994 | 2004     | 2014     | 2024     |
| ---------- | ---- | -------- | -------- | -------- |
| Población  | 487  | 671      | 827      | 1001     |
| Diferencia |      | +37,78 % | +23,24 % | +21,03 % |

| Año        | 2023 | 2024    |
| ---------- | ---- | ------- |
| Población  | 981  | 1001    |
| Diferencia |      | +2,03 % |